# Quiers-sur-Bézonde
Quiers-sur-Bezonde è un comune francese di 1 165 abitanti situato nel dipartimento del Loiret nella regione del Centro-Valle della Loira.
Per vari anni il nome del comune è stato scritto con un accento sulla e di Bezonde risultando Quiers-sur-Bézonde. Nel 2021 l'amministrazione comunale ha deciso di correggere il nome, che deriva dal fiume Bezonde, e con decreto del 27 dicembre 2022 viene cambiato ufficialmente in Quiers-sur-Bezonde.

## Origini del nome
La città è chiamata Quiers in un decreto del 1801. Nel 1918, la Camera di Commercio di Parigi espresse il desiderio che si aggiungesse un determinante alle località che portavano un nome identico in altri dipartimenti, per evitare ogni confusione nella corrispondenza postale e nel trasporto merci. Il governo accolse la richiesta e il 7 giugno 1918 il prefetto invitò 82 comuni del Loiret a completare la loro denominazione. Il comune di Quiers assunse il nome di Quiers-sur-Bézonde — dal fiume Bezonde — con il decreto pubblicato sulla Gazzetta Ufficiale del 18 settembre 1919. Con il decreto n. 2022-1739 pubblicato il 27 dicembre 2022 il nome è stato corretto in Quiers-sur-Bezonde.

## Storia

### Simboli
Lo stemma è stato adottato nel 2006. La banda ondata rappresenta il fiume Bezonde che nasce e scorre nel territorio del comune; la ruota ricorda la storica presenza di vari mulini ad acqua a cui si aggiunsero nel tempo alcuni mulini a vento; il gallo fa riferimento alla locale chiesa di San Pietro, santo che può essere simboleggiato da questo animale; le rose assomigliano nella forma alle cinquefoglie del blasone della famiglia Bocquaire che possedevano la signoria e il castello di Montbeaufranc durante l'Ancien Régime. Il rosso richiama il colore dei mattoni e delle tegole la cui produzione è stata per lungo tempo un'importante attività di Quiers.

## Società

### Evoluzione demografica
Abitanti censiti